# Tulipa sylvestris

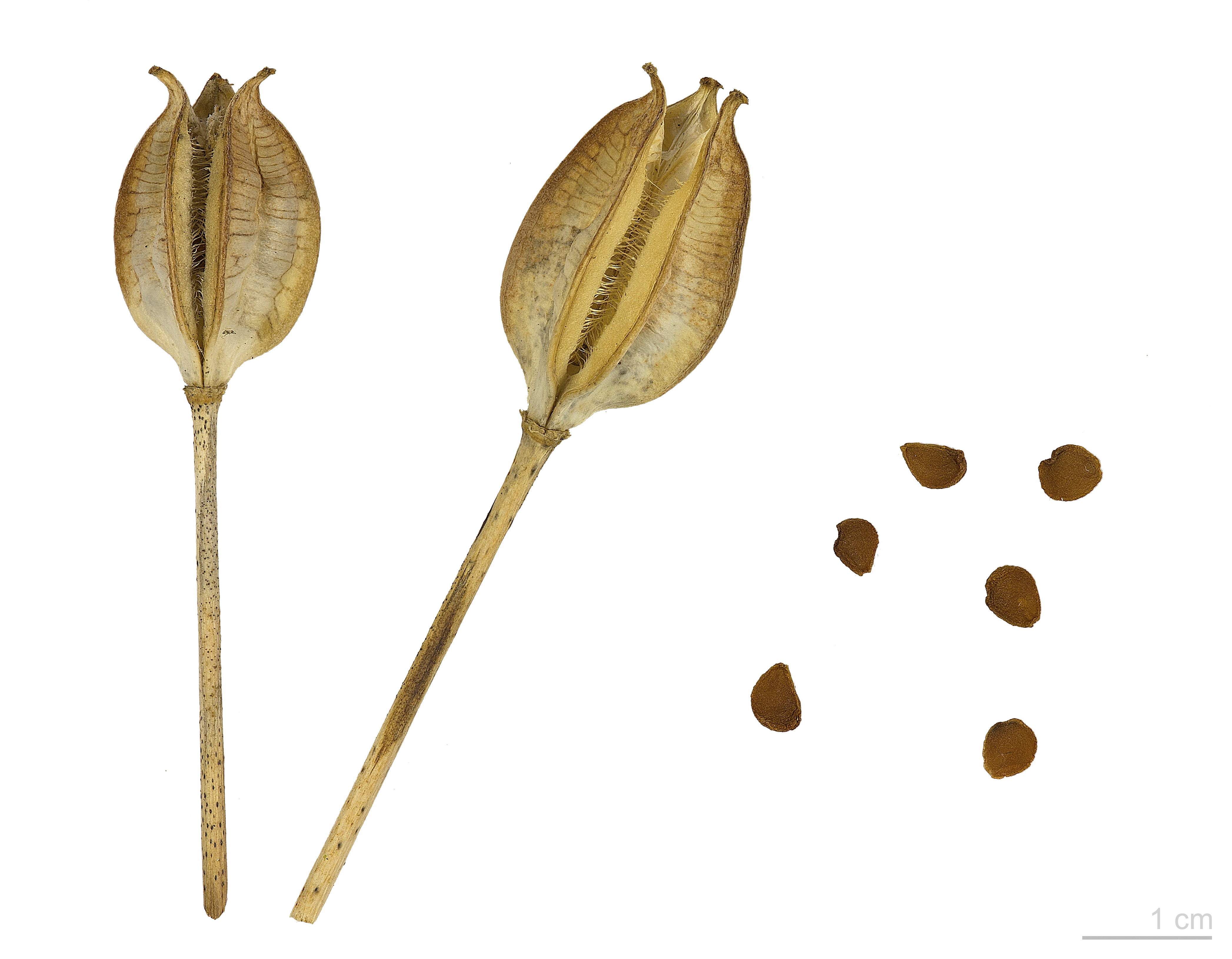
Tulipa sylvestris

Tulipa sylvestris là một loài thực vật có hoa trong họ Liliaceae. Loài này được L. miêu tả khoa học đầu tiên năm 1753.